# Csizma

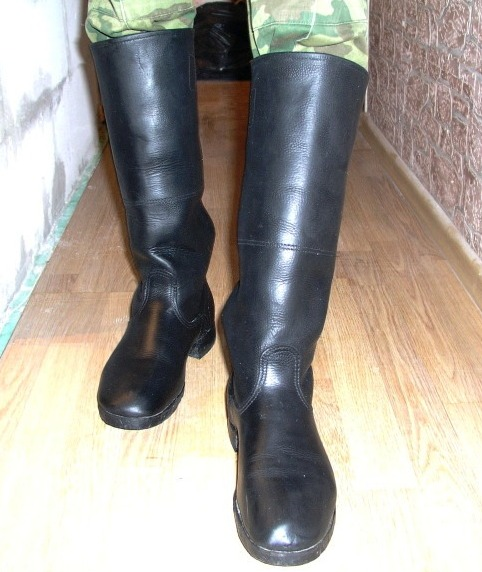
Orosz katonai csizmák

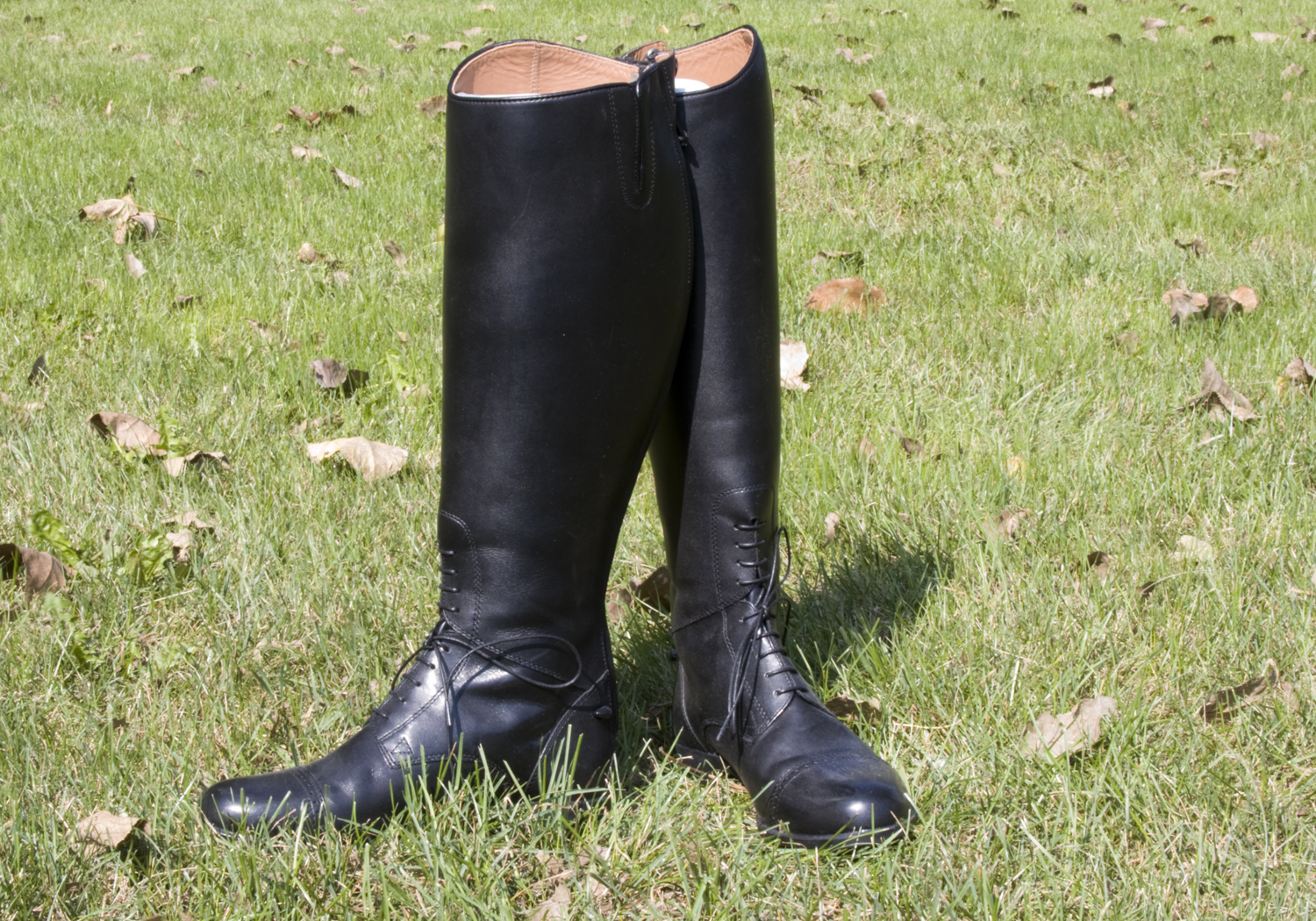
Egy pár lovaglócsizma

A csizma hosszúszárú lábbeli. Külön speciálitás a női csizma, némely vidéken még a piros csizma, melyet a jobbmódú paraszt nők viseltek, továbbá a díszmagyarhoz való színes csizmák stb., melyeknek elkészítésében a magyar mesteremberek kiváló ügyességet tanusítanak. A csizmák formája és minősége különben a különböző osztályok igényeihez alkalmazkodik s másforma csizmát visel a földműves, jobbat a földes gazda, másneműt a mesterember s finomabbat az úri osztály. E cikk nagy kelendőségénél fogva a csizmadiák a magyar városokban nagy számban voltak s egyes tiszta magyar vidékeken nagy számban találhatók voltak még 1900 körül is, úgy ahogy hajdan a céhekben, úgy később az ipartestületben, illetve más társulati kötelékben sok helyütt domináló szerepet vittek. 

## Elnevezés
- A csizma szó oszmán-török eredetű, és szerb-horvát közvetítéssel került Magyarországra, első említése 1492-ből való.

- Valószínűnek  látszik,  hogy  gyöke  csisz  a  csiszol, csinál  szók  gyökével  azonos,  mennyiben  (kivált  régenten)  a  csizma  fényesre  csiszolt  bőranyagból  készült,  különböztetésfil  a  finomítatlan  bocskorbőrtől.

Forrás: Czuczor-Fogarasi szótár